# Stavhopp för herrar i friidrott vid olympiska sommarspelen 1980
Stavhopp för herrar vid olympiska sommarspelen 1980 i Moskva avgjordes 30 juli. 

## Medaljörer
| Gren     | Guld                          | Guld        | Silver                                                      | Silver | Brons | Brons |
| Stavhopp | Władysław Kozakiewicz · Polen | 5,78 m (VR) | Konstantin Volkov · Sovjetunionen Tadeusz Ślusarski · Polen | 5,65 m | Ingen | Ingen |

## Resultat

### Kval
- Hölls måndagen den 28 juli 1980

| Placering | Kvalomgång                  | Höjd   |
| --------- | --------------------------- | ------ |
| 1.        | Mariusz Klimczyk (POL)      | 5.40 m |
| 2.        | Tadeusz Ślusarski (POL)     | 5.40 m |
| 3.        | Jean-Michel Bellot (FRA)    | 5.40 m |
| 4.        | Thierry Vigneron (FRA)      | 5.40 m |
| 5.        | Władysław Kozakiewicz (POL) | 5.40 m |
| 6.        | Miro Zalar (SWE)            | 5.40 m |
| 7.        | Tapani Haapakoski (FIN)     | 5.40 m |
| 8.        | Konstantin Volkov (URS)     | 5.35 m |
| 9.        | Rauli Pudas (FIN)           | 5.35 m |
| 10.       | Brian Hooper (GBR)          | 5.35 m |
| 11.       | Sergej Kulibaba (URS)       | 5.35 m |
| 12.       | Philippe Houvion (FRA)      | 5.35 m |
| 13.       | Atanas Tarev (BUL)          | 5.25 m |
| 14.       | Felix Böhni (SUI)           | 5.15 m |
| 15.       | Axel Weber (GDR)            | 5.15 m |
| —         | Antti Kalliomäki (FIN)      | NM     |
| —         | Ivo Yanchev (BUL)           | NM     |
| —         | Patrick Desruelles (BEL)    | NM     |
| —         | Jurj Prochorenko (URS)      | NM     |

### Final
| Placering | Final                       | Höjd   |
| --------- | --------------------------- | ------ |
|           | Władysław Kozakiewicz (POL) | 5.78 m |
|           | Konstantin Volkov (URS)     | 5.65 m |
|           | Tadeusz Ślusarski (POL)     | 5.65 m |
| 4.        | Philippe Houvion (FRA)      | 5.65 m |
| 5.        | Jean-Michel Bellot (FRA)    | 5.60 m |
| 6.        | Mariusz Klimczyk (POL)      | 5.55 m |
| 7.        | Thierry Vigneron (FRA)      | 5.45 m |
| 8.        | Sergej Kulibaba (URS)       | 5.45 m |
| 9.        | Tapani Haapakoski (FIN)     | 5.45 m |
| 10.       | Miro Zalar (SWE)            | 5.35 m |
| 11.       | Brian Hooper (GBR)          | 5.35 m |
| 12.       | Rauli Pudas (FIN)           | 5.25 m |